# Station Étain
Station Étain is een spoorwegstation in de Franse gemeente Étain. Het wordt bediend door treinen van de TER Grand Est.